# Zona arqueològica de Palenque
Palenque és un jaciment arqueològic maia situat prop del riu Usumacinta, a l'estat de Chiapas, Mèxic, al sud-est del país. És una antiga ciutat maia de grandària mitjana, una mica més petita que el Tikal o Copán, però conté els edificis arquitectònics, les escultures, i alguns dels murals d'estuc més impressionants de la civilització maia. Les restes ocupen la part central d'una ciutat molt més gran que havia arribat als 8 quilòmetres quadrats d'extensió, les ruïnes de la qual es troben cobertes per l'abundant vegetació selvàtica de la zona. El 1987, va ser declarat Patrimoni de la Humanitat per la UNESCO.
Sembla que la ciutat va ser abandonada progressivament entre els segles viii i ix, uns quants segles abans de l'arribada de la invasió espanyola a Chiapas. El primer europeu que va visitar les ruïnes i que va publicar els seus comentaris va ser el frare Pedro Lorenzo de la Nada, el 1567. Els maies chols de la regió havien anomenat les ruïnes Otolum, que significa, 'Terra amb cases fortes', i de la Nada va traduir el nom com a Palenque («palissada» en català). Palenque (Santo Domingo de Palenque) va ser el nom del poble que es va construir a prop de les ruïnes.
El nom antic de la ciutat era Lakam Ha, que en català significa 'Aigua ampla', ja que hi ha moltes deus i cascades a l'àrea. Palenque va ser la capital de la ciutat estat de B'aakal, durant el període clàssic de la civilització maia.

## Edificis
Algunes de les construccions importants de Palenque són:
- El temple de les Inscripcions o temple I: el temple, anomenat així pels plafons inscrits al temple superior, està construït sobre una piràmide esglaonada. Construït durant el regnat de K'inich Janaab' Pakal o Pacal el Gran (cap al 675 dC) i acabat durant el regnat del seu fill, K'inich Kan B'alam II, conté la tomba del rei maia. El 1949, la va descobrir l'arqueòleg mexicà d'origen francès Alberto Ruz Lhuillier durant una campanya d'excavacions a la ciutat de Palenque. L'accés a la tomba quedava tapat per una llosa que cobria els dos trams d'escala que menen a la cripta subterrània, a uns dos metres sota el nivell del terra.[3]
- El Palau: format per diversos edificis adjacents connectats i una torre. Contenen escultures i pintures sobre estuc.
- El temple de la Creu, el temple del Sol i el temple de la Creu Enramada: temples localitzats sobre piràmides esglaonades, amb cambres amb inscripcions elaborades commemorant la successió del rei Chan Bahlum II, després de la mort de Pacal el Gran. Aquests temples van ser anomenats pels exploradors; les creus són imatges amb aquesta forma que descriuen l'arbre de la creació, que és al centre de la mitologia maia.
- L'aqüeducte: construït amb grans blocs de roca, i amb una volta de 3 metres d'altura per fer que el riu Otulum fluís sota el terra de la plaça central de Palenque.
- El temple del Lleó: a una distància de 200 metres al sud del grup principal de temples; el seu nom prové d'un estuc que mostra un rei assegut sobre un tron amb forma de jaguar.
- Estructura XII: amb una pintura sobre estuc del déu de la mort. Inclou la tomba de la reina Vermella. Situat al costat del temple de les Inscripcions.
- Temple del Comte: un altre temple clàssic de Palenque, anomenat per Jean Frederic Waldeck, que va viure al temple, i que va declarar ser un comte.

Hi ha també diverses tombes d'antics governants, un joc de pilota i les residències dels membres de la noblesa.